# Acme (firma)
Acme je anglická firma vyrábějící píšťalky. Založil ji Joseph Hudson se svým bratrem v roce 1870.

## Rozvoj firmy
Firmu založili bratři Hudsonovi v Birminghamu. Hned po založení v roce 1870 existoval jen jeden kamenný obchod této firmy, kde pracovali pouze bratři Hudsonovi. Velký přelom přišel v roce 1883, kdy se J. Hudson přihlásil do soutěže vyhlášené Londýnskou metropolitní policií, která chtěla využít vlastností jeho píšťalek pro své strážníky.
Od tohoto okamžiku firma začala vynalézat nové druhy píšťalek. Přibližně 150 let od jejího založení má firma přes 40 patentů na různé druhy píšťal.
V roce 2000 prodala firma přes 200 miliónů kusů píšťalek Thunderer. V následujících letech firma rozšířila svoji působnost do 119 zemí světa.
V letech 2005–2006 firma vyvíjela nové píšťalky určené pro výcvik psů nebo napodobující zvuky zvířat.
Píštalka Thunderer byla použita například na Mistrovství Evropy ve fotbale 2016.
Joseph Hudson říkal, že každou píšťalku, která projde továrnou, sám otestuje. V této tradici firma i nadále pokračuje, pouze Hudsonovu funkci obstarává přístroj.

## Současnost
Dnes (r. 2020) se píšťalky firmy Acme používají jak při špičkových sportovních událostech, tak i u bezpečnostních organizací nebo v záchranářských organizacích. Např.:
- NATO
- Royal Life Saving Society
- International Mountain Rescue Council
- Boy Scouts of USA
- Singapore Police
- Canadian Hockey
- Hong Kong Lifeguards Association
- NFL
- NCAA.
- FIFA
- UN
- FIMBRA
- FINA